# Salhöhe
Il Salhöhe è un passo nel massiccio del Giura tra il Canton Soletta e il Canton Argovia. Collega le località di Kienberg ed Erlinsbach. Scollina a un'altitudine di 779 m s.l.m.